# Котта
Котта (одяг) — середньовічний верхній довгий одяг із вузькими рукавами, схожий на туніку, який носили чоловіки та жінки. У середньовічних текстах використовувалося для перекладу туніки або хітону. Синоніми також включали туніку або сукню. Котту одягали поверх сорочки, а поверх котти можна було надіти сюрко без рукавів. До шістнадцятого століття вона стала жіночою нижньою білизною. 
У сучасній французькій мові воно збереглося у виразі cotte de mailles («кольчуга»). Старофранцузьке слово cote також породило слово cotillon («котильйон», танець).